# Arrojadoa marylaniae
Arrojadoa marylaniae es una especie de planta suculenta perteneciente al género Arrojadoa, dentro de la familia Cactaceae. Es endémica del nordeste de Brasil.

## Descripción
Arrojadoa marylaniae es una especie de cactus que crece individualmente (solitario) en forma columnar, con tallos erguidos de color verde oscuro y raíces fibrosas. Los tallos alcanzan una longitud de 1,5 a 3 metros y un diámetro de 6 a 8 centímetros (rara vez hasta 10 centímetros). Ocasionalmente la ramificación la podemos encontrar en plantas más viejas. A partir de una altura de 30 a 60 centímetros, al final del tallo aparece el cefalio, una estructura en forma de anillo de lana colorida y brillosa que aparece en ciertos cactus, y que dividen el tallo en secciones regulares de 4 a 10 centímetros de largo. 

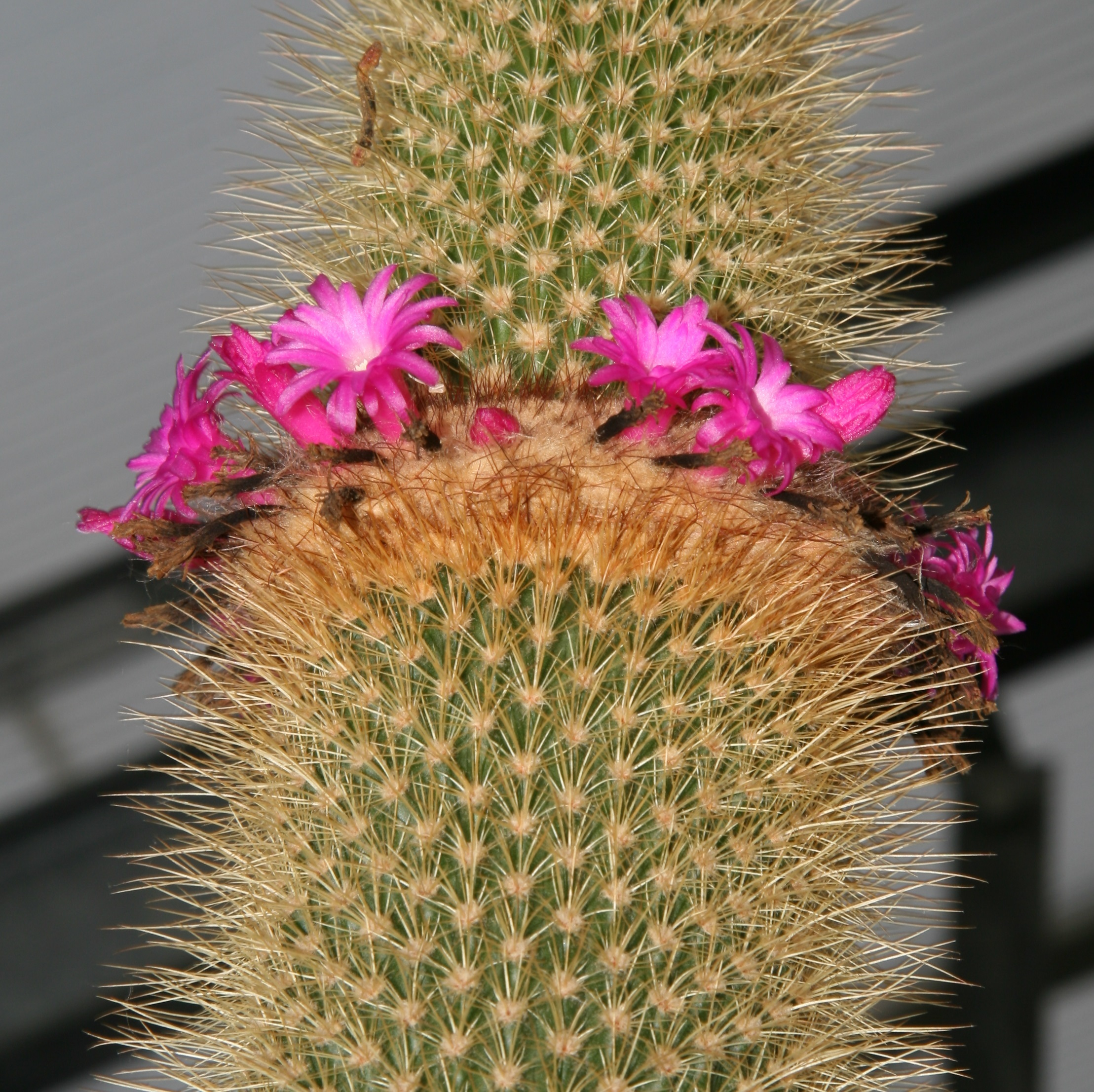
Detalle del cefalio con flores

Presentan de 24 a 36 costillas redondeadas y con muescas. Las areolas están separadas entre 7 y 9 milímetros y presentan espinas flexibles y con forma de aguja fina que son difíciles de distinguir entre espinas centrales y espinas marginales. Tienen de 12 a 18 espinas de color amarillo dorado y de 2 a 20 milímetros de largo, de las cuales, siempre una mide hasta 3,5 centímetros de largo. Posteriormente, las espinas adquieren un color pajizo o marrón grisáceo. Además, de las areolas viejas emerge una espina adicional de hasta 6 centímetros de largo. 
El cefalio, muy claramente desarrollado, está formado por abundante lana de color amarillo cremoso a amarillo anaranjado y cerdas de color marrón rojizo. Las flores son de color rosa a magenta claro y miden de 2,5 a 3 centímetros (raramente hasta 3,5 centímetros) de largo. Los frutos son obovados a esféricos, de color rosa brillante y miden de 1 a 1,5 centímetros de largo.

## Distribución y hábitat
El área de distribución nativa de esta especie es Brasil (concretamente del estado de Bahía) y crece principalmente en el bioma tropical estacionalmente seco.

## Taxonomía
Arrojadoa marylaniae fue descrita por Avaldo de Oliveira Soares Filho y Marlon C. Machado y publicada por primera vez en la revista científica British Cactus and Succulent Journal J. 21: 114 en 2003.
Etimología
- Arrojadoa: nombre genérico que fue otorgado en honor al brasileño Miguel Arrojado Lisboa, superintendente de los Ferrocarriles de Brasil en la época en que Britton y Rose describieron el género en 1920.
- marylaniae: epíteto otorgado en honor a Marylan Coelho, quien codescubrió la especie en septiembre de 2001.[3]

## Estado de conservación
En la Lista Roja de Especies Amenazadas de la UICN, la especie está clasificada como “En Peligro Crítico (CR)”.

## Usos
Se cultiva principalmente como planta ornamental y sus frutos no son comestibles.